# Памятник Ленину (Владивосток)
Памятник Ленину во Владивостоке — памятник В. И. Ленину в городе Владивостоке на Вокзальной площади, установлен в 1930 году. На постаменте начертаны крылатые ленинские слова, сказанные им 20 ноября 1922 года: «Владивосток далеко, но ведь это город-то нашенский».

## История
Решение о сборе средств на памятник Ленину было принято трудящимися города, которые собрались на привокзальной площади, когда получили известие о его смерти в 1924 году. До установки памятника в городе силами рабочих вагоноремонтных мастерских 1 мая 1925 года на территории депо на Первой речке был установлен гипсовый бюст на постаменте из пяти колёсных пар. Затем из Ленинграда во Владивосток привезли бронзовый памятник.
Авторы: архитектор — Ю. А. Траутман, скульптор — В. В. Козлов, до этого создавший фигуру для памятника в Ленинграде у Смольного, установленного в 1927 году, и памятник во Владивостоке — точно такой же. Скульптура отлита из бронзы рабочими завода «Красный выборжец» в Ленинграде.
- Санкт-Петербург
- Владивосток

Памятник был открыт 7 ноября 1930 года в День Великой Октябрьской социалистической революции.
Установлен памятник на площади напротив Железнодорожного вокзала Владивостока — конечной станции Транссибирской магистрали.

Если приезжаешь во Владивосток по железной дороге, то, выходя из вокзала, видишь величественный монумент В. И. Ленину на Привокзальной площади — площади трёх революций, где происходили бурные выступления трудящихся города против царского самодержавия, власти помещиков и капиталистов, интервентов.— Коммунист Вооружённых Сил, 1971
В 1964 году комсомол города заложил под памятник капсулу с посланием-обращением: «Здравствуйте, счастливые люди, живущие при коммунизме! Мы живём в прекрасное время, время освоения целины и полётов в космос. Боремся за переходящее красное знамя, участвуем в социалистическом соревновании. Завидуем вам, живущим в нашем коммунистическом будущем».
В 1970 году в ходе реконструкции площади памятник был переставлен немного выше по склону сопки.
В 1991 году несколькими десятками человек была предпринята попытка свалить памятник, но коммунистам-пенсионерам удалось его отстоять.

С трёх сторон Тихий океан. Что там прославленная Венеция — это в тысячу раз прекраснее! Мой город обращён к океану. Он первым встречает рассвет. К рассвету простирается и рука Ильича, стоящего на постаменте, где не просто бронзой по граниту, — временем по бессмертию высечены слова: «Владивосток далеко, но ведь это город-то нашенский».— писатель Георгий Халилецкий — Земля согретая нами // Советский воин, № 13(1129) за июль 1969 года — стр. 28